# Poble Andorrà. Diari independent
El Poble Andorrà. Diari independent va ser un diari d'actualitat publicat a Andorra, del que s'editaren un total de 1611 números. El primer número sortí al carrer l'1 de desembre del 1974 i el darrer el 30 d'abril del 1993.
Fou el primer gran diari en llengua catalana després de la dictadura franquista a l'estat espanyol. Fou l'únic diari en català durant dos anys fins a la fundació del diari Avui.
El fet que fou editat en català impossibilitava poder aconseguir els permisos necessaris per poder-lo distribuir lliurement a Catalunya, i els turistes eren retinguts a la duana quan intentaven passar-lo.
S'edità diàriament fins a l'1 de maig del 1977, quan decideixen fer una pausa per fer una reorganització del diari. A partir del 16 de juny del 1977 torna a editar-se com a setmanari.
El principal editor fou Ricard Fité, i el seu primer director Antoni Sementé, tot i que s'atribueix l'inici del projecte al periodista català Enric Bastardes, que no podia figurar com a director donat que les lleis andorranes no permetien un director de nacionalitat no andorrana.
Altres directors foren: Amadeu Nadal i Duró, Josep Mateu i Alseda, Adolf Raich, Candi Reñé, Josep Carles Clemente, Joan Pere Yaniz, Antoni Cornella i Maria Carme Grau Ribot.
Durant alguns anys es va distribuir encartat a diverses publicacions catalanes com ara el Diari de Barcelona, el diari Avui, amb la publicació TeleXpres i amb el diari El Periódico.